# Gert Wiedenhofen
Gert Wiedenhofen (* 16. Dezember 1927 in Düsseldorf; † 19. Februar 2001 in München) war ein deutscher Schauspieler und Synchronsprecher.

## Leben
Der Sohn eines Rechtsanwalts studierte in den frühen Nachkriegsjahren Jura und Theaterwissenschaft an der Universität zu Köln. Seine künstlerische Ausbildung erhielt Wiedenhofen in Hamburg bei Eduard Marks an der Staatlichen Schauspielschule und in Wien bei Helene Thimig am Max Reinhardt Seminar. Seinen Bühneneinstand gab er 1952 an Frankfurts Theater am Roßmarkt. Es folgten Verpflichtungen in Baden-Baden, München sowie am Theater am Kurfürstendamm in Berlin.
Ein breites Betätigungsfeld fand er als Schauspieler in Film und Fernsehproduktionen. Er spielte in der Dieter-Hallervorden-Komödie Ach du lieber Harry, in der Komödie Die Oma ist tot mit Hape Kerkeling, in der Simmel-Verfilmung Engel, die ihre Flügel verbrennen, in Wolfgang Staudtes Drama Satan ist auf Gottes Seite, aber auch in anspruchslosen Produktionen wie Schulmädchen-Report. 11. Teil: Probieren geht über Studieren. Daneben übernahm er zahlreiche Gastrollen in Fernsehserien wie Anwalt Abel, Derrick, Die Hausmeisterin, Der Fahnder und Polizeiinspektion 1.
Außerdem arbeitete Wiedenhofen umfangreich als Sprecher für Hörspiel und Synchron.

## Filmografie (Auswahl)
- 1953: Die Nacht ohne Moral
- 1953: Im Krug zum grünen Kranze (Die 5 Karnickel)
- 1955: Der Frontgockel
- 1956: Durch die Wälder, durch die Auen
- 1956: Zwei Bayern in St. Pauli
- 1958: Zwei Matrosen auf der Alm
- 1958: Majestät auf Abwegen
- 1958: Piefke, der Schrecken der Kompanie
- 1958: Nick Knattertons Abenteuer
- 1960: Das Rätsel der grünen Spinne
- 1963: Der Fall Rohrbach (Fernsehdreiteiler, 1 Folge)
- 1963: Scotland Yard jagt Dr. Mabuse
- 1965: Tatort
- 1965: Der Nachtkurier meldet – Der Mann, der nie aufgab
- 1967: Geheimauftrag K (Assignment K)
- 1967: Die seltsamen Methoden des Franz Josef Wanninger – Eine „diplomatische“ Lösung
- 1968: Komm nur, mein liebstes Vögelein
- 1969: Engelchen macht weiter – hoppe, hoppe Reiter
- 1969: Warum hab’ ich bloß 2x ja gesagt?
- 1970: Engel, die ihre Flügel verbrennen
- 1970: Ohrfeigen
- 1972: Hauptsache Ferien
- 1974: Zwei himmlische Dickschädel
- 1977: Schulmädchen-Report. 11. Teil: Probieren geht über Studieren
- 1977: Die Vertreibung aus dem Paradies
- 1978: Paul kommt zurück
- 1978: Jauche und Levkojen
- 1981: Ach du lieber Harry
- 1983: Die Heartbreakers
- 1983: Satan ist auf Gottes Seite
- 1983: Unser Mann vom Südpol
- 1987: Die Krimistunde (Fernsehserie, Folge 24, Episode: „Der letzte Auftritt“)
- 1988: Die Krimistunde (Fernsehserie, Folge 30, Episode: „Was Simon sagt“)
- 1990: Der Alte – Der Nachfolger
- 1992: Rosen für Afrika
- 1995: Tödliche Hochzeit
- 1997: Die Oma ist tot
- 1997: Muttertag
- 1997: Hotel Mama – Die Rückkehr der Kinder

## Hörspiele (Auswahl)
- 1954: Zehn Jahre zu alt – Regie: Gert Westphal (SWF)
- 1955: Die Zerstörung von Slawasch – Regie: Fritz Schröder-Jahn (SWF)
- 1955: Der trojanische Krieg findet nicht statt – Regie: Gert Westphal (SWF)
- 1955: Der blaue Strohhut – Regie: Gerd Beermann (SWF)
- 1955: Kritische Ereignisse im Staate Pelargonien – Regie: Ludwig Cremer (SWF)
- 1955: Der Fall Pinedus – Regie: Ludwig Cremer
- 1989: TransFormers – Die Weltraumbrücke, Karussell.

## Synchronrollen (Auswahl)

### Filme
- 1986: Jack Angel in Transformers – Der Film als Astrotrain
- 1990: Steve Buscemi in King of New York – König zwischen Tag und Nacht als Test Tube
- 1994: Roger Lloyd–Pack in Interview mit einem Vampir als Pianolehrer
- 1995: Peter Boretski in Das Ende aller Träume als Großvater
- 1995: Anthony Daniels in Indiana Jones und der rote Baron als Francois
- 1999: Brian Doyle–Murray in Stuart Little als Cousin Edgar Little

### Serien
- 1989: Jack Angel in Transformers als Astrotrain
- 1989–1992: Frank Welker in Transformers als Galvatron
- 1997: Eiji Maruyama in Sailor Moon als Der Erleuchtete/Phantom der Macht
- 1997–1998: Tomomichi Nishimura in Sailor Moon als Reis Großvater (3. Stimme)
- 1999: Jon Lovitz in NewsRadio als Max Lewis